# بورشاید
شهر بورشاید در ایالت نوردراین-وستفالن در کشور آلمان واقع شده است.